# 小川町関場
小川町関場（おがわまち せきば）は、福島県いわき市の大字である。郵便番号は979-3114。

## 地理
いわき市北部の小川地区に属する。北で小川町上平、東で四倉町駒込、南で平上平窪、小川町下小川、西で小川町西小川、小川町三島とそれぞれ隣接する。概ね町村制施行以前の磐城郡関場村の流れを汲む地域である。二級水系夏井川左岸部を主な範囲とする。西部の川沿いの平地に水田が広がり、その東側の山裾の街道周辺に集落が位置する。内郷御厩町内に所在するいわき中央警察署及び小川町上小川に所在する平消防署小川分遣所がそれぞれ管轄にあたる。

### 主な字
字
- 宿
- 前田
- 川原
- 高垣

### 河川
- 夏井川

## 歴史
- 1879年1月27日 - 笠間藩領関場村が福島県内における郡区町村制の施行により磐城郡の村となる[4]。
- 1889年4月1日 - 町村制の施行により関場村が芝原村、上平村、下小川村と合併し、下小川村が発足する。旧関場村域は下小川村の大字となる。[4]。
- 1896年4月1日 - 磐城郡と周辺郡との合併により石城郡が発足し、石城郡下小川村となる[4]。
- 1955年2月11日 - 下小川村が上小川村、赤井村大字西小川、三島、高萩、塩田と合併し小川町が発足し、小川町の大字となる[4]。
- 1966年10月1日 - 小川町が平市・磐城市・常磐市・勿来市・内郷市、石城郡遠野町・四倉町・川前村・田人村・好間村・三和村、双葉郡久之浜町・大久村と合併しいわき市となり、いわき市小川地区の大字となる[4]。

## 世帯数と人口
2023年10月31日現在の世帯数と人口は以下の通りである。
| 大字       | 世帯数 | 人口  |
| ---------- | ------ | ----- |
| 小川町関場 | 43世帯 | 136人 |

## 小・中学校の学区
市立小・中学校に通う場合、学区は以下の通りとなる。
| 番地 | 小学校               | 中学校               |
| ---- | -------------------- | -------------------- |
| 全域 | いわき市立小川小学校 | いわき市立小川中学校 |

## 交通

### 道路
- 国道399号
- 福島県道41号小野四倉線
- 福島県道135号三株下市萱小川線

## 施設
- 関場公民館
- 神明神社